# ドットアイ
株式会社ドットアイ（英: .i Inc.）は、東京都渋谷区に本社を置く、女性向け転職口コミサービス『SHE HUB（シーハブ）』の企画・開発・運営を行う企業。

## 概要
株式会社ドットアイは、株式会社エイチームブライズ（エイチームグループ）で代表取締役社長を務めた大崎恵理子が「ITの力で女性のキャリアをサポートする」ことを目的として、2022年に創業された女性向け転職総合サポート企業。
女性向け口コミ転職サイト『SHE HUB』を中心に、女性限定の転職相談サービス『SHE HUB転職エージェント』など女性のキャリア支援に特化した転職サービスを展開している。

## 沿革
- 2022年2月 - 株式会社ドットアイ設立
- 2024年5月 - 女性向け口コミ転職サイト『SHE HUB』の提供を開始。[1]。
- 2024年5月 - 「B Dash Camp 2024 Spring in Sapporo」に出場。[2]。
- 2024年8月 - 『SHE HUB』の口コミ件数が提供3ヶ月で1万件を突破。[3]。
- 2024年8月 - 女性向け転職情報メディア『SHE HUBマガジン』の提供を開始。
- 2024年9月 - 厚生労働省より職業紹介事業の認可を受ける。[4]。
- 2024年11月 - 女性限定の転職相談サービス『SHE HUB転職エージェント』の提供を開始。

## 主なサービス
- 女性向け転職口コミサービス『SHE HUB』
- 女性向け転職情報メディア『SHE HUBマガジン』
- 女性限定の転職相談サービス『SHE HUB転職エージェント』